# Gwen Ffrangcon-Davies
Gwen Lucy Ffrangcon-Davies DBE (25. ledna 1891 Hampstead – 27. ledna 1992 Stambourne) byla britská divadelní a televizní herečka.

## Život
Narodila se do rodiny operního pěvce Davida Ffrangcon-Daviese a jeho manželky Annie Francis, rozené Rayner. Měla dva mladší sourozence, sestru Marjorie (1893–1964) a bratra Geoffreyho (1895–1915), který padl v Belgii na bojištích první světové války.
Během své dlouhé divadelní kariéry ztvárnila většinu klasických shakespearovských ženských rolí, včetně Kleopatry a Lady Macbeth.
Svou divadelní kariéru ukončila v roce 1970 rolí v dramatu Strýček Váňa od Antona Pavloviče Čechova.
V roce 1991 jí byl udělen Řád britského impéria.
Více než 60 let žila ve vesnici Stambourne v Essexu, kde i 27. ledna 1992 zemřela ve věku 101 let. Je pohřbena na zdejším hřbitově sv. Petra a Tomáše.

Byla lesbické orientace. Její celoživotní partnerkou byla jihoafrická herečka Marda Vanne.